# M47 Dragon

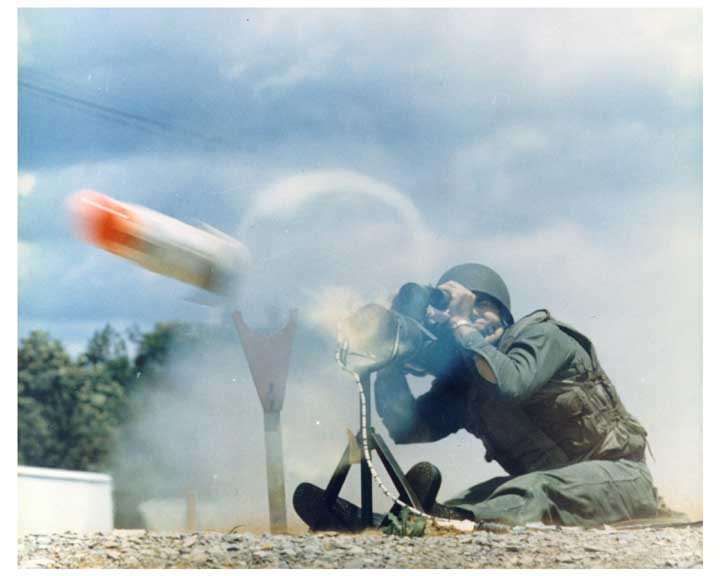
Militair vuurt M47 Dragon af

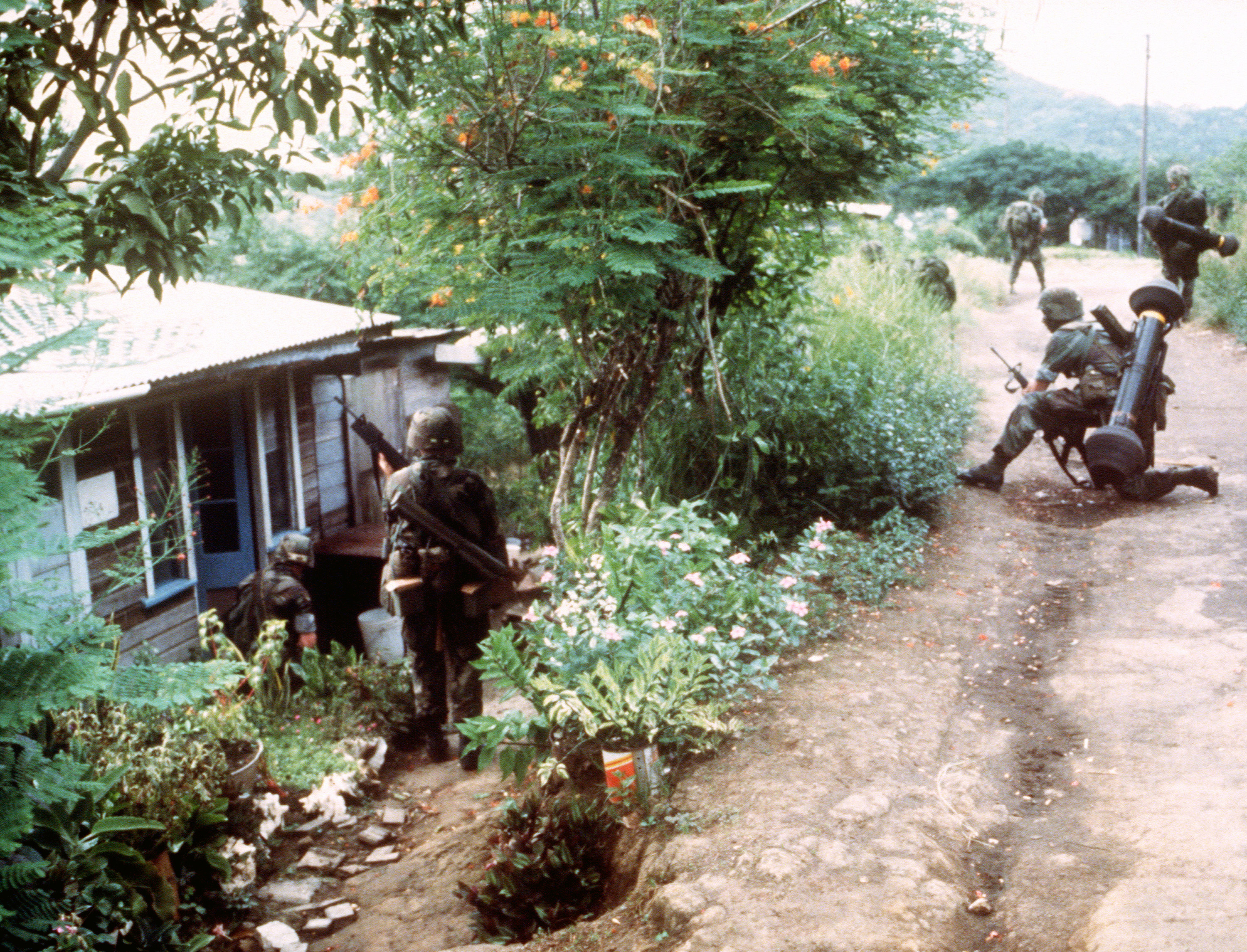
Militairen van de 82e Luchtlandingsdivisie (US) met M47 Dragon tijdens de Grenada (1983)

De M47 Dragon, ook bekend als FGM-77 is een draagbare Amerikaanse draadgeleide antitankraket. Hij wordt gelanceerd vanuit een lanceerkoker en door de schutter naar het doel gestuurd, waarbij de stuurcommando’s via een dunne draad doorgegeven worden.
De M47 Dragon was de eerste geleide antitankraket die vanaf de schouder werd afgevuurd.
In tegenstelling tot andere systemen uit die periode hoefde het systeem voor gebruik niet opgebouwd te worden: de schutter hoefde alleen de polyurethaan stootkussens te verwijderen en het vizier te bevestigen en kon vuren. Het was op dat moment tevens het lichtste van vergelijkbare systemen.
Het wapensysteem M-47 Dragon werd geproduceerd door McDonnell Douglas. De firma Kollsman produceerde het viziersysteem en Raytheon de raketten.
De strijdkrachten van de Verenigde Staten stelden de M47 Dragon buiten dienst in 2001. Het werd vervangen door het modernere FGM-148 Javelin system. De M47 Dragon is nog in gebruik bij verschillende krijgsmachten over de hele wereld.

## Geschiedenis
In 1959 stelde het US Army Ordnance Missile Command (AOMC), de behoefte vast voor een geleide antitankraket voor de middellange afstand.
In 1960 lanceerde het Amerikaanse leger op voorstel van de firma Douglas het MAW (Medium Antitank Weapon) programma. In 1966 kreeg Douglas (dat in 1967 opging in McDonnell Douglas) het contract voor de ontwikkeling van de XM-47. Er werd een nieuwe raket ontwikkeld, en voor de geleiding werd gebruik gemaakt van bewezen draadgeleidingstechnologie en bewezen infraroodtechnologie. Hoewel de XM-47 in 1967 werd hernoemd tot FGM-77 Dragon werd het bekender als M47 Dragon. De eerste test van de raket vond plaats in december 1967, gevolgd door het eerste schot op 5 juli 1968.
Het US Army voerde de M47 Dragon vanaf januari 1975 in. Er werden aanzienlijke aantallen gekocht door het Amerikaanse leger en de US Marines. Het wapen werd ook gekocht door NAVO partners Denemarken, Nederland en Spanje, en andere bondgenoten van de VS, zoals (pre-revolutionair) Iran, Israël, Jordanië, Marokko, Zuid-Korea, Saoedi-Arabië en Taiwan.
De Dragon was vooral bedoeld om, in geval van een gewapend conflict met het Warschaupact in Centraal-Europa, samen met de zwaardere BGM-71 TOW, Sovjettanks zoals T-54/55, T-62, T-72 en T-80 te bestrijden. Maar het bleek dat de bediening en effectiviteit van de M47 Dragon door Amerikaanse soldaten veel te wensen overliet.
Er wordt aangenomen dat er in een periode van 20 jaar 250.000 raketten zijn gebouwd.
De M47 Dragon werd voor het eerst ingezet door de Israëlische strijdkrachten tijdens de Jom Kipoer-oorlog (1973). Sindsdien is hij gebruikt bij bijna alle latere oorlogen in het Midden-Oosten.
Tegenwoordig is de effectiviteit van de M47 Dragon tegen moderne bepantsering meer dan twijfelachtig, behalve in zeer gunstige omstandigheden.

## Componenten

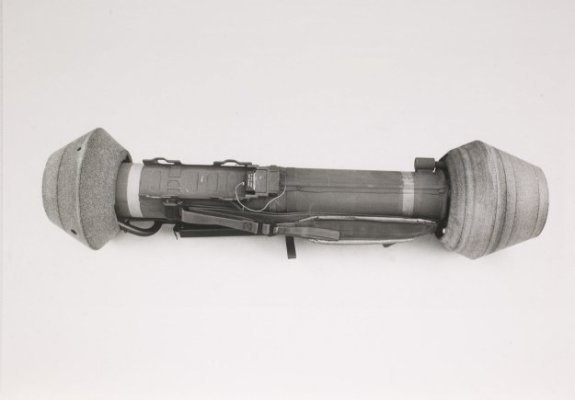
M47 Dragon lanceereenheid

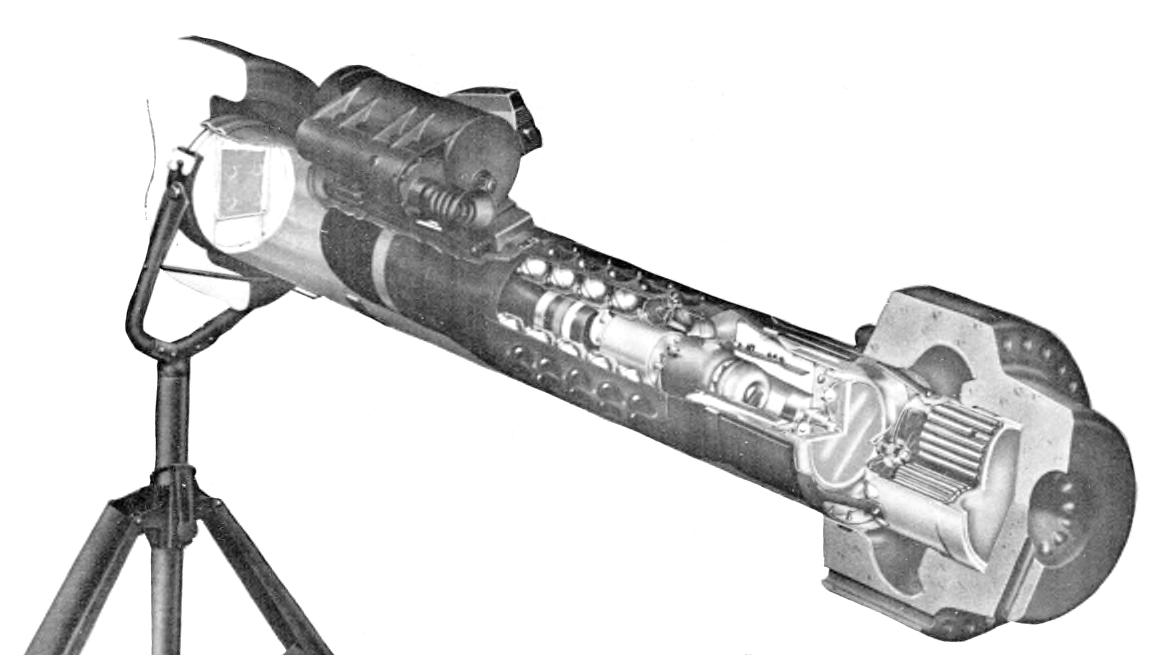
schematische tekening van M47 Dragon projectiel in lanceerkoker

Het wapensysteem M47 Dragon bestaat uit een, lanceereenheid en een niet-geïntegreerd vizier. Om het wapen af te vuren, moet een vizier worden bevestigd. De lanceerkoker wordt na het afvuren weggegooid. Het vizier wordt opnieuw gebruikt.

### Lanceereenheid
De lanceereenheid bestaat uit de raket, die vanaf de fabriek geleverd in zijn eigen gladde waterdichte glasvezel lanceerkoker.
Het totale gewicht van een lanceereenheid is 11,5 kg. Inclusief dagvizier (3,1 kg) dus 14,57 kg, en inclusief nachtvizier (9,82 kg) dus 21,29 kg,
Lanceerkoker
In de lanceerkoker is achter het projectiel de startmotor (ook ‘lanceermotor’ of ‘gasgenerator’ genoemd) aangebracht. De lanceerkoker is voorzien van een vochtindicator.
Verder is de lanceerkoker voorzien van een bevestigingsbeugel voor het vizier met bijbehorende bedrading, een statief, 16 BA30:p7 batterijen (achterop de lanceerkoker), draagriem en polyurethaan stootkussens voor en achter. Het uitklapbare tweepootstatief is in hoogte verstelbaar. De lanceerkoker kan 45° naar links en rechts bewegen op het statief.
Raket
Het projectiel bestaat uit een raketlichaam, thermische batterij (‘generator’), gyroscoop, raketmotor (stuw/stuurmotoren), geleidingsdraad op spoel, IR baken, raketvinnen, elektronica en een raketkop met explosieve lading.
Soorten
Er zijn 3 soorten projectielen beschikbaar voor de M47 Dragon: de M222 en de Mk1, Mod 0 HEAT brisantraket en de M223 oefenprojectiel (zonder explosieve lading). Alle drie maken ze gebruik van hetzelfde raketlichaam, geleidingsdraad en raketelektronica.
| Type                | Lengte | Gewicht  | |
| ------------------- | ------ | -------- | --- |
| M222 HEAT           | 744 mm | 11,47 kg | |
| MK 1, MOD 0 HEAT    | 846 mm | 12,34 kg | |
| M223 inert practice | 846 mm | 4,70 kg  | Guided Missile and Launcher, Surface Attack, Practice, M223, ook wel Dummy of Trainer 04 heeft een blauwe neuskegel (scherpe M222 raketten hebben een rode of zwarte neuskegel) |

#### Onveilig gebied
Bij afvuren is er een onveilig gebied achter het wapen dat zich uitstrekt van 50 m achter het wapen tot 30 m aan de zijkanten.
Daarbinnen, in een driehoekig gebied in een hoek van 90° tot 30 m direct achter het wapen kunnen de steekvlam, drukgolf en rondvliegende delen bij het afvuren ernstige verwondingen veroorzaken.
Personeel binnen 50 m wordt geadviseerd gehoorbescherming te dragen.
Ook wordt aangeraden het wapen niet af te vuren binnen 15 m voor een muur.
Afvuren van binnen een gebouw wordt afgeraden, hoewel er wel richtlijnen zijn voor het geval dat in gevechtssituaties toch noodzakelijk is: ruimte niet kleiner dan 3×4,6 m alle losse spullen opgeruimd, alle deuren en ramen openen, liefst glas verwijderd, gaten met doorsnedes van ten minste 60 cm in iedere muur en het plafond om bij afvuren overdruk snel af te voeren. Dan nog ontstaat er waarschijnlijk structurele schade aan het gebouw. Bovendien hangen er na het afvuren giftige gassen in de ruimte.

### SU-36/P dagzichtvizier
Met het Kollsman SU-36/P vizier, eigenlijk "Infrared Tracker, Guided Missile, SU-36/P", stuurt de schutter de raket. Het compacte vizier zit in een aluminium behuizing, die ter bescherming is voorzien van polyurethaan schuimblokken. Het weegt 3,1 kg en is 196 mm lang. Het 6x50 vizier met Abbot prisma heeft een optische vergroting van 6x en een zichthoek van 6°. Het eenvoudige dradenkruis heeft enkele referentielijnen. Rechts van het oculair van de schutter bevindt zich een infraroodontvanger, bestaande uit een grote lens met filter. De infraroodontvanger registreert het infraroodsignaal dat tijdens de vlucht door de raket wordt uitgezonden. Het vizier krijgt zijn stroom van de 16 BA30:p7 batterijen achterop de lanceerkoker.

### AN/TAS-5 nachtzichtvizier
In 1970 begon Philips Broadcasting Equipnemt Company (PBEC) in Montvale (New Jersey):p65 de ontwikkeling van een nachtzichtvizier voor de Dragon. De eerste versie, AN/TAS-3, voldeed niet geheel, maar de latere AN/TAS-5 ging tegelijk met de Dragon in productie. 
Het AN/TAS-5 warmtebeeldsysteem  bevat dezelfde IR-tracker als de SU-36/P. Het apparaat heeft een eigen batterij en drukfles. Het gewicht van het apparaat is 9,82 kg incl. een BA30 Oplaadbare batterij (0,68 kg, 8 V, 3,2 Ah:p18) en een fles met 6.000  psi perslucht voor koeling (0,68 kg).:p18 De afmetingen zijn 368 x 417 x 241 mm (lxbxh). Het vizier werkt bij omgevingstemperaturen tussen -32°C en +52 °C.:p18 Het kan opgeslagen worden bij temperaturen tussen -58°C en +68 °C.
Het vizier heeft een vaste optische vergroting van 4x en een gezichtsveld van 3,4°x6,8°.
Het is een wat ouder type passief IR-warmtebeeldapparaat met rood-zwart scherm dat oplaadbare batterijen gebruikt en koelvloeistofflessen nodig heeft om de nachtzichtelementen te laten werken. Het apparaat ontvangt infrarode energie (warmte) van een doel en zet die om in elektrische signalen die als zichtbaar licht op een scherm weergegeven worden. Objecten die warmer zijn dan de omgevingstemperatuur verschijnen in rode tinten op het scherm; koelere objecten lijken zwart. De batterijen en koelvloeistofflessen gaan beide twee uur mee.  Het apparaat kan, zonder de lanceerkoker, gebruikt worden als een eenvoudige maar zware nachtzichtkijker. Het nachtvizier is veel zwaarder dan het dagvizier, en maakt een hoorbaar zoemend geluid als het in gebruik is.

### Affuit M175
Met het M175-bovenaffuit kan de M47 Dragon op een M113 APC geplaatst worden. Het 37,6 kg wegende affuit wordt bevestigd op de onderaffuit op de koepel van de M113. Het affuit heeft een ‘wieg’ waarin de lanceerkoker geplaatst wordt, terwijl het vizier op de gebruikelijke manier aan de koker bevestigd wordt. Op de M113 is het affuit voorzien van een klein schild om schutter en wapen te beschermen tijdens verplaatsingen, en dat opzij gedraaid moet worden om te kunnen vuren.
Het M175 bovenaffuit kan -met een verloopstuk- ook geplaatst worden op een M3 of M122 driepootstatief. Daardoor is het wapen stabieler dan wanneer hij vanaf de schouder wordt afgevuurd. Bij gebruik van het zware nachtvizier moeten de poten van het M122-statief worden verzwaard met zandzakken om te voorkomen dat het kantelt. Op een driepootstatief is het wapen 360° draaibaar.

### Opleiding

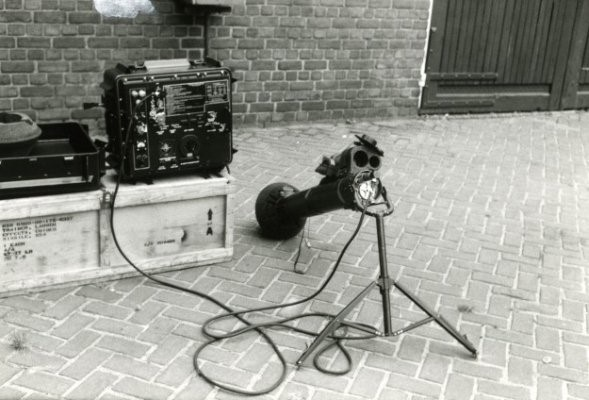
Monitoring set AN TSQ-T 1 voor M47 Dragon

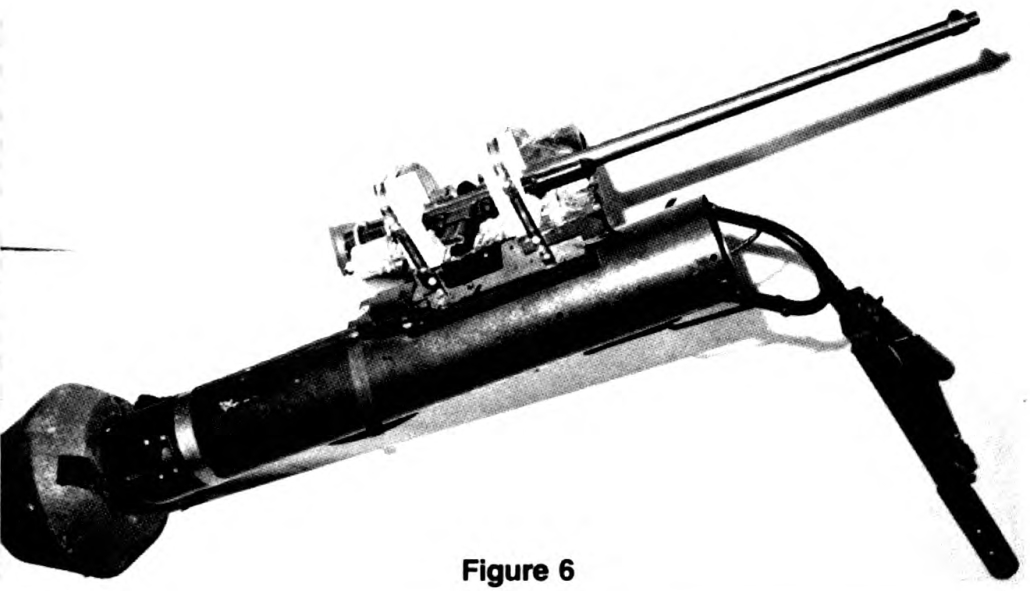
Proefopstelling met coaxiaal gemonteerd .22 geweer ('subkaliber')

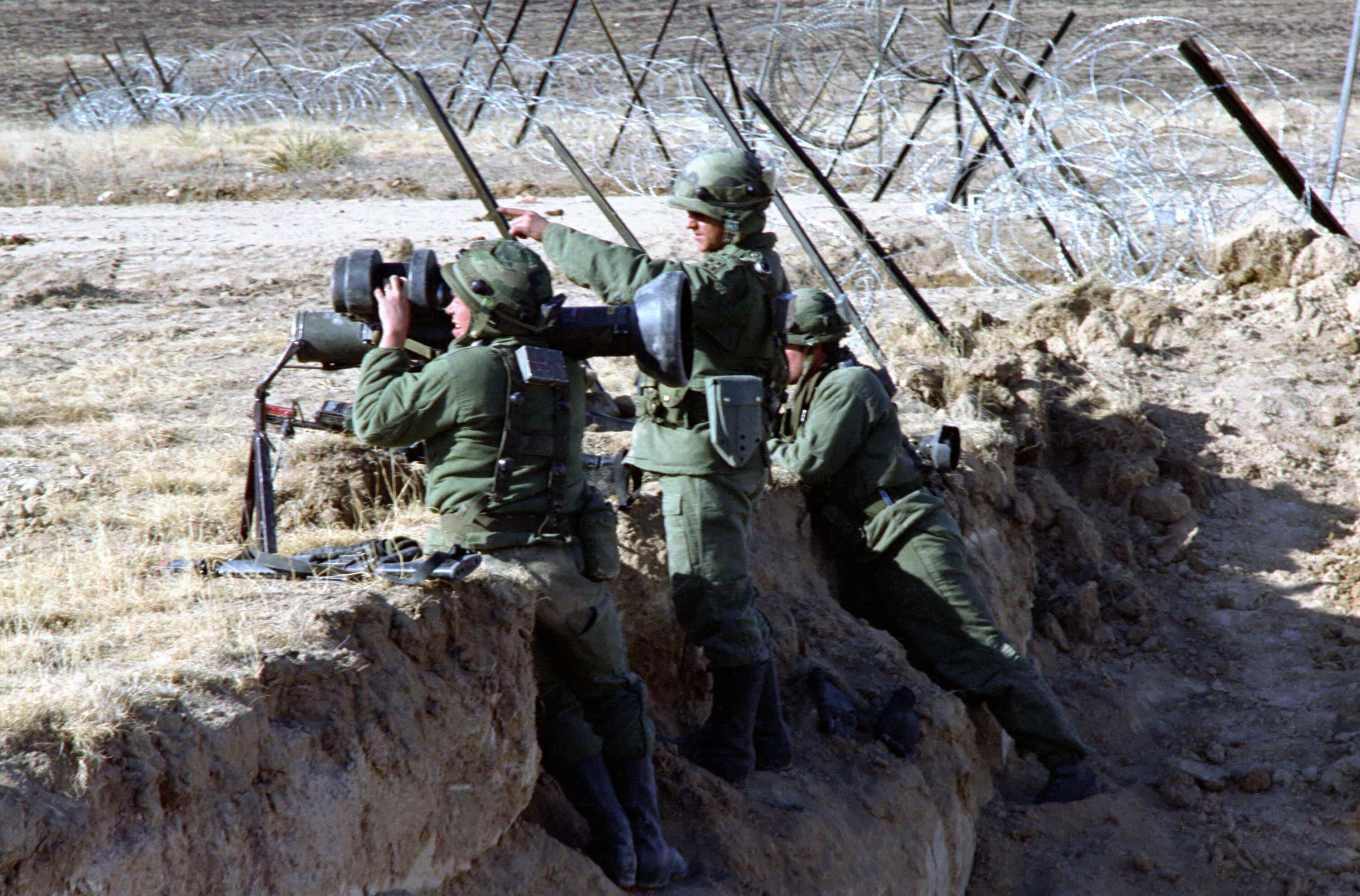
M47 Dragon opgesteld op een wal (1984)

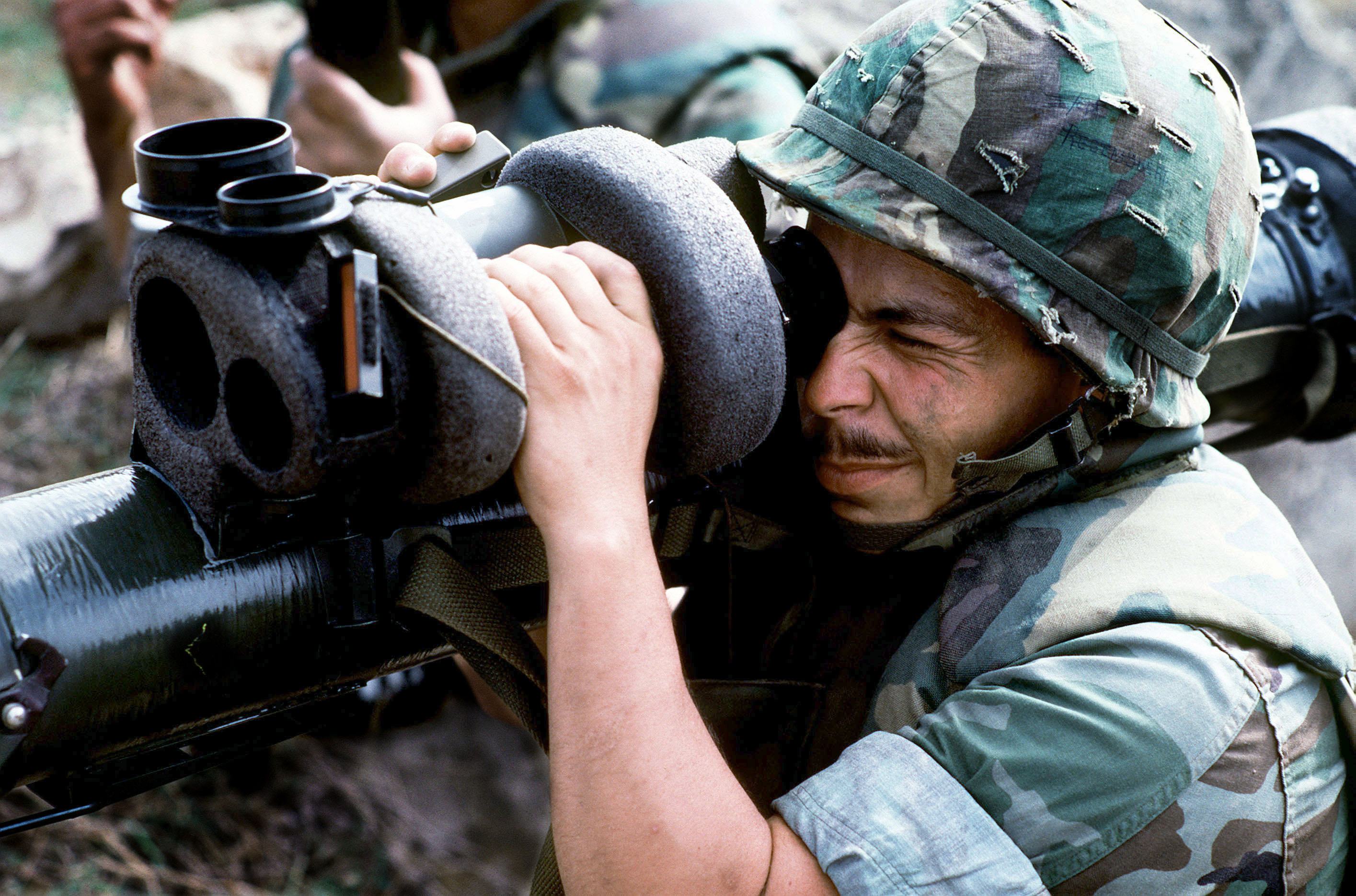
US Marinier richt zijn Dragon (1984)

Het geleidingssysteem van de Dragon was erg gevoelig, zelfs voor de kleinste beweging van het vizier, de lanceermotor gaf een luide knal en er was een aanzienlijke gewichtsverschuiving als de raket de lanceerkoker verliet. Daardoor kon een onervaren schutter de raket gemakkelijk per ongeluk de grond in leiden. Om dat te voorkomen werden er simulatoren en trainingshulpmiddelen gebruikt om schutters te trainen voordat ze hun eerste echte raket afschieten.
Er was simulatieapparatuur beschikbaar, waarmee de prestaties van de schutter onder tactische omstandigheden konden worden geëvalueerd.:p9-13 De set bestond uit:
- Trainer, lanceereffecten, M54 (Launch Effects Trainer (LET)), deze simuleert de lancering. Het bestaat uit een aangepaste lanceerkoker waaraan verschillende componenten zijn bevestigd. In de koker is een installatie aangebracht waarmee een M64 7,62 mm geweergranaat patroon, die ook gebruikt wordt voor het afvuren van geweergranaten met de M14 en M16, afgevuurd kan worden. Hierdoor wordt een dummygewicht in de koker naar voren gedreven, hetgeen het afvuren van een raket simuleert.
- Meetuitrusting AN/TSM-114 (Tracker Test Set), een aangepast dagvizier voor training.
- Monitor installatie, AN/TSQ-T 1 (Monitoring Set) meet en evalueert de prestaties van de schutter. Het bevat oplaadbare nikkel-cadmium-batterijen. Het bestaat uit een control & display panel voor training en voor het oplanden van de batterijen, en bijbehorende kabels.
- Zender, doelinstallatie, I R, M 89 E1 (Infared Transmitter Set) bestaat uit een alumiium doelschijf van 1x1m die tevens een infarood-signaal uitzendt. De installatie kan worden gemonteerd op een voertuig. Het signaal heeft een bereik van 300 meter.

Andere opleidingsmiddelen waren:
- Oefentoestel exercitie M47 Dragon (Field Handling Trainer Dummy) – een exercitiewapen dat bestaat uit een gebruikte lanceerkoker die is aangepaste, om het hanteren, vervoeren, gereedmaken en de afvuurhandelingen realistisch te beoefenen.
- Oefenantitankbrisantgranaatraket M223 Dragon (Guided Missile and Launcher, Surface Attack, Practice, M223. , ook wel Dummy of Trainer 04) and met een blauwe neuskegel (scherpe M222 raketten hebben een rode of zwarte neuskegel)
- Launch Effects Simulator (LES) – een oefenwapen dat de lancering simuleert. Het bestaat uit een aangepaste lege lanceerkoker waarvan de uiteinden met papieren/vezel kappen zijn afgesloten. Voor oefening werd er een mengsel van methylacetyleen-propadieen-gas (MAP) en zuurstof in de koker gepompt. Zodra de schutter de trekker overhaalde, ontstak een bougie het gas, wardoor de kappen braken met een luide knal en grote steekvlam. Deze effecten waren veel heftiger dan het afvuren van een echte raket. De LES werd weinig gebruikt.[27]
- Dragon Gunnery Trainer (DGT) - voor trainingen in een klaslokaal. Het bestaat uit een projector die gekoppeld is aan een computer. De schutter volgt met een aangepast vizier het geprojecteerde doel, terwijl de instructeur meekijkt op een monitor. De instructeur kan verschillende scenario’s presenteren, met verschillende achtergronden en aantal en soort doelen. Een floppydisk met 30 "standaardsituaties" was bijgeleverd.[5]
- Dragon Field Tactical Trainer (DFTT) – uitrusting waarmee de M47 Dragon ook worden opgenomen in het laser-oefensysteem MILES.[5]

## Werking

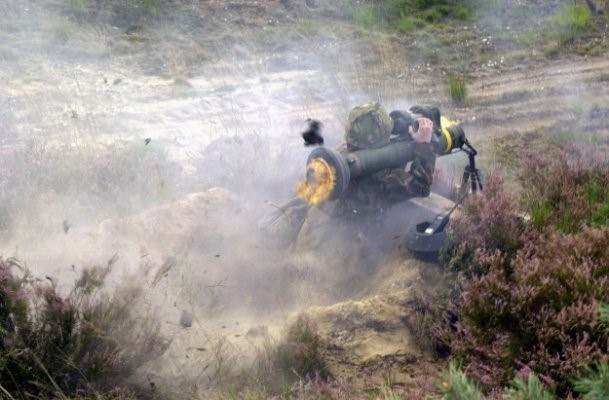
Nederlandse soldaat vuurt M47 Dragon af (2001)

De M47 Dragon gebruikt een draadgeleid-besturingssysteem in combinatie met een hoge explosieve antitank-lading, en is in staat om Pantservoertuigen, versterkte bunkers, tanks en andere ‘harde’ doelen te bestrijden. Hoewel het in de eerste plaats werd gemaakt om de tanks van T-55, T-62 en T-72 van de Sovjet-Unie te bestrijden, gebruikte de VS het tot in de jaren ‘90, onder andere tijdens de Golfoorlog van 1990-1991.
De M47 Dragon maakt gebruik van een zogenaamd "automatic remote control" (TCA) geleidingssysteem, vergelijkbaar met dat van de BGM-71 TOW en Shillelagh-raketten. Met dit systeem hoeft de schutter na het afvuren alleen het versterkend optisch vizier op het doel te blijven richten.
Gereed maken
Het wapensysteem bestaat uit een lanceersysteem en een vizier. Het lanceersysteem bestaat uit de raket in een waterdichte lanceerkoker. Om het systeem vuurklaar te maken, verwijdert de schutter het voorste stootkussen en plaatst het vizier op de lanceerkoker.
De lanceerkoker van de Dragon moet zich bij het afvuren ten minste 70 cm boven het maaiveld bevinden, omdat de raket de eerste meters van de vlucht wat zakt.
Richten en afvuren
Zodra de schutter het doel in het vizier heeft, en bepaald heeft of hij kan vuren, drukt hij de afvuurhefboom in. Hierdoor begint de gyroscoop in de raket te draaien, en wordt het pyrotechnisch element in de thermische batterij geactiveerd zodat de batterij stroom gaat leveren en het elektrisch circuit in de raket gaat werken.
Na een korte vertraging ontsteekt de startmotor van de raket. Deze startmotor brandt snel op, nog voordat de raket de buis heeft verlaten, maar levert nog voldoende kracht om de raket 30 m tot 50 m ver uit de lanceerkoker te stuwen.
Lancering
De startmotor (buisjes rookvrij buskruit) wordt ontstoken en stuwt de raket uit de koker. waarbij het achterste stootkussen vernield wordt. De startmotor stoot de raket uit de lanceerkoker zonder de schutter en de geleidingsdraad bloot te stellen aan de raketmotor zelf. Zodra de raket de lanceerkoker verlaat, begint de infraroodfakkel te werken en begint de geleidingsdraad af te rollen. De drie gebogen raketvinnen achterop de raket klappen uit en vergrendelen. De vinnen dragen bij aan een stabiele vlucht, door de raket ongeveer 5x per seconde om zijn as te laten roteren. Na 30 m-65 m wordt de gevechtskop gewapend.
Op veilige afstand wordt de unieke motor van de raket ingeschakeld. Deze bestaat uit 60 (in 3 blokken met elk 10 paar) diagonaal geplaatste kleine ronde aluminium stuw/stuurraketmotortjes gevuld met een vaste tweecomponentenbrandstof TPH Nc/Ng HEN-12 (nitroglycerine), die in het achterste deel van de raket aangebracht zijn. De uitlaat is in een hoek van 40 graden naar achteren gericht, en levert daardoor een kracht naar achteren en opzij. Door ze paarsgewijs in te schakelen wordt de raket naar voren gestuwd. Ieder motortje levert ca. 1200N gedurende ca. 18 ms. de raket wordt daardoor voortgestuwd door kleine ‘explosies’ die elke 0,5 à 1 seconde plaatsvinden. Dit gaf de raket een uniek "ploppend" geluid. Ook geven ze een spoor van kleine rookkringetjes langs het vluchtpad.
Geleiding
Het vizier bepaalt waar de raket is ten opzicht van de richtlijn van de schutter, en zendt via de geleidingsdraad stuursignalen van het vizier naar de raket. Deze stuursignalen bepalen, samen met de gyroscoop die de stand van de raket registreert, wanneer welke stuw/stuurraketmotortjes af moeten gaan om de raket op de richtlijn van de schutter te houden. Doordat de motortjes steeds per paar afgaan, en er dus geen constante voortstuwing is, krijgt de raket een wat slingerend vluchtpatroon. Een goede, stabiele schutter heeft weinig stuurcorrecties nodig. Bij een nerveuze of vermoeide schutter worden de stuw/stuurraketten snel achtereen ontstoken.
Het kenmerkende ploppende geluid van de raketmotortjes waarschuwde iedereen in de omgeving (inclusief het doelwit) dat er een raket onderweg was.
Doordat de schutter zijn vizier tijdens de hele vluchtduur op het doel gericht moet houden, bevindt hij zich die hele tijd in een kwetsbare positie.
Zodra de vijand merkt dat er een Dragon aankomt, hoeft hij alleen maar het spoor van rookkringetjes te volgen en de grote rookwolk van de lanceermotor te vinden om te weten waar de schutter zich bevindt. Als hij die plek onder vuur neemt moet de schutter dekking zoeken, en kan hij de raket niet verder sturen.
Inslag
Uiteindelijk botst de kop van de raket tegen het doel, waardoor de holle lading wordt ontstoken. Zodra de raket het doel heeft getroffen kan de schutter het vizier van de lege lanceerkoker afhalen en het op een volgende, volle, lanceerkoker zetten.

## Zwakke punten
Het voordeel van de M47 ten opzichte van andere systemen uit die periode was het gewicht en de grote HEAT-lading. 
De nadelen maakten het echter tot een middelmatig wapen, vergeleken met andere systemen uit die periode.
Het opvallendst was dat een onderzoek van het Amerikaanse leger uitwees dat het wapen slechts 20% trefkans had. Ook bleek dat zout water de elektronica konden beschadigen en het bereik verminderen, wat vooral nadelig is bij het gebruik door mariniers.
Hoe langer het wapen in dienst bleef, hoe duidelijker de gebreken werden.
Het plaatsen van het vizier aan de lanceerkoker was omslachtig en het wapen was lastig te richten. De schutter moest het doel in het vizier blijven houden, terwijl het doel minder dan een kilometer bij hem vandaan was (eind jaren 1980 1,5 kilometer).
De raket is traag en de gehele vluchttijd (tot wel 11 s) bleef de schutter kwetsbaar.
De zware explosieve lading heeft minder doordringingsvermogen dan verwacht.
Door de grote lanceerkoker met statief, en door de grote steekvlam bij het afvuren, was het afvuren vanuit mangaten of gebouwen lastig.
Het grootste probleem van de M47 was de onbetrouwbaarheid. Het ploppende geluid nam het verrassingselement weg en de geleidingsdraad brak soms, waardoor het schot werd afgebroken. Er waren gevallen bekend waarbij de raket na afvuren op de grond viel omdat de raketmotor niet startte.
De M47 Dragon kon niet op (pantser)voertuigen geplaatst worden om van onder pantser te worden afgevuurd, iets wat bijvoorbeeld de Sovjet-Russische "9М113 Конкурс" (spreek uit: konkoers) (NAVO-codenaam: AT-5 Spandrel) (1974) en de Frans-Duitse MILAN uit dezelfde periode wel konden. Deze hadden bovendien een groter bereik en een grotere trefkans en ze werden, in tegenstelling tot de Dragon, continu verbeterd.

## Varianten

### Dragon
De basis-lanceereenheid, de M222, weegt 11,5 kg. Inclusief dagvizier (3,1 kg) dus 14,57 kg. Hij is 744 mm lang en zit in een 1154 mm lange lanceerkoker. De explosieve kop kan 2,6 m aarde, 1,3 m gewapend beton of 330 mm pantserstaal doorboren.:p B-7:p 8 23
Het wapen kan van binnen in een ruimte afgevuurd worden, mits er rekening gehouden wordt met een aantal veiligheidsmaatregelen.:p B-7:p 8 12-8 14, 8 19-8 21

### Dragon II
De Dragon II is in feite een M222 met een nieuwe kop met een doordringingsvermogen tot ongeveer 600 mm. Oorspronkelijk werd deze "Dragon PIP" genoemd. De officiële naam is Mk 1 Mod 0.:p64 De Dragon II weegt 13,1 kg (16,2 kg incl. dagvizier) en is 846 mm lang. Dragon II kwam in 1988 in dienst.

### Dragon III
De Dragon III kreeg een nog krachtigere Tandem-HEAT:p331 naar verluidt een Dragon II-kop met extra voorloperlading.:p365 Het doordringingsvermogen is onbekend, maar schijnt "meerdere honderden millimeters" en "beter dan de HEAA raket" (600 mm).
Ook werd de motor verbeterd, waardoor de raket in 6,5 s een afstand van 1000 m kon afleggen, veel sneller dan de 11 s waarin de oorspronkelijke Dragon dat doet. Het bereik is vergroot tot 1.500 m.
Ten slotte kreeg de Dragon III een nieuw gecombineerd dag/nacht-vizier met lasergeleiding.:p36-39, 172, 415-417 
Alleen het United States Marine Corps kocht de Dragon III, en voerde deze vanaf 1991 in. De US Army verving de Dragon II door de Javelin.

### Saeghe
De Ya Mahdi Industries Group in Iran produceert een kopie van de M47 Dragon, de Saeghe (fa: صاعقه (nl: bliksem) ). Deze werd in 2002 op de tentoonstelling Defendory in Athene getoond, toen het wapen al in productie was. De Saeghe 1 is een kopie van Dragon II en de Saeghe 2 een kopie van Dragon III. Daarnaast schijnen er nog enkele versies te bestaan, waaronder een met thermobare kop. De Saeghe ook worden afgevuurd vanaf een drone. Hij heeft een bereik van 8 tot 25 kilometer.
De militante Libanese beweging Hezbollah heeft Saeghes verkregen.

## Gebruikers

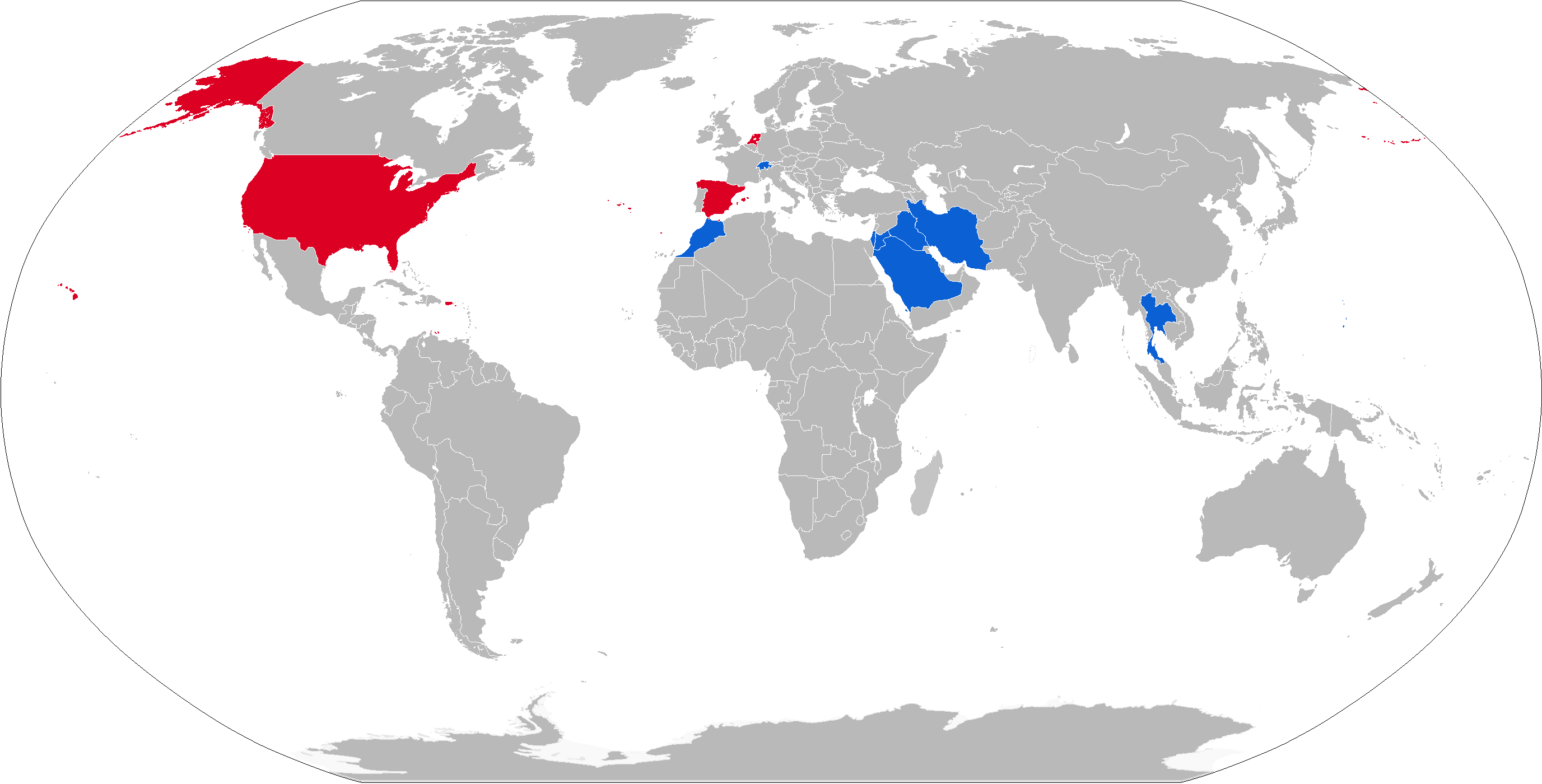
Kaart met huidige gebruikers van de M47 Dragon operators in blauw en voormalige gebruikers in rood

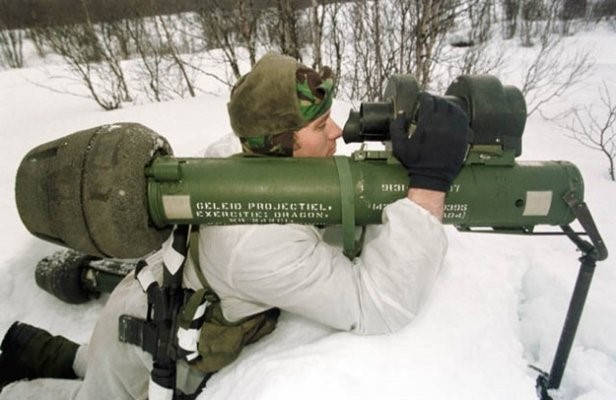
Nederlandse marinier in Noorwegen met (exercitie) M47 Dragon (1999)

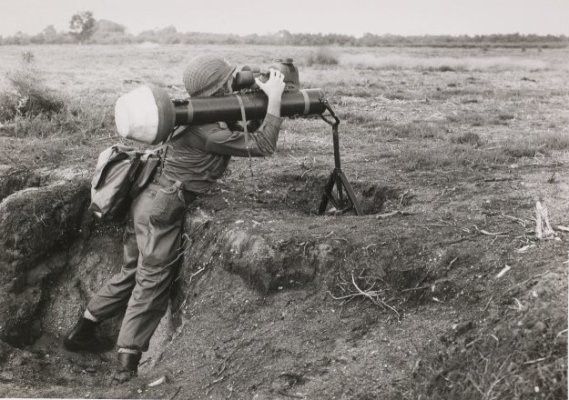
Nederlandse militair met Dragon M47, staande schiethouding

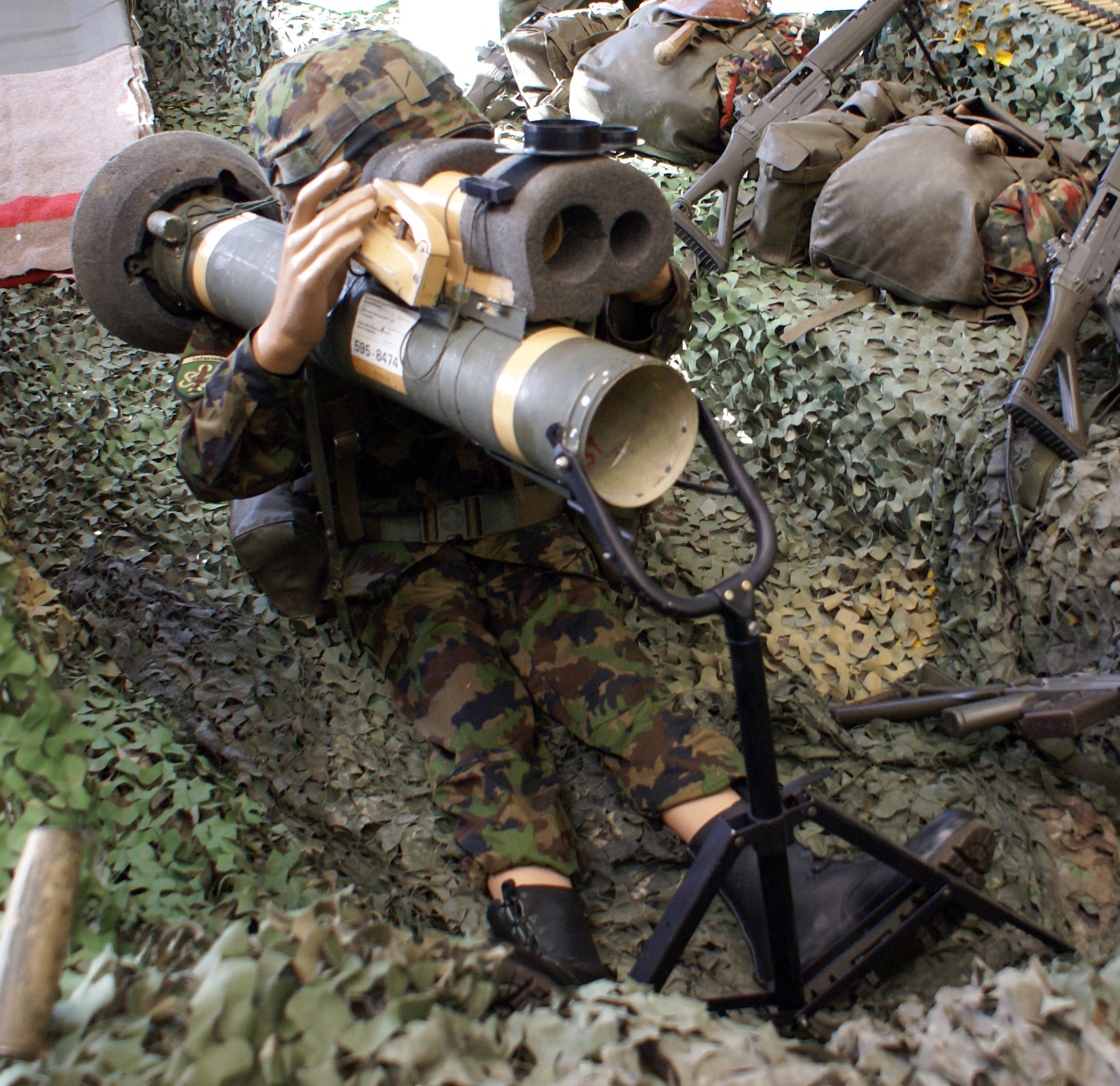
Zwitserse M47 Dragon (PAL BB 77) (okt 2006)

### Verenigde Staten
De M47 Dragon werd vanaf januari 1975 ingevoerd, de eerste exemplaren gingen naar Amerikaanse eenheden in Europa. In april 1981 was de invoering van de basisversie van de Dragon in het Amerikaanse leger voltooid.
United States Army
Het Amerikaanse leger zette de M47 Dragon aanvankelijk in als een groepswapen, met in iedere geweergroep een Dragonsysteem. Bij een reorganisatie in de jaren ‘90 werden de wapens herverdeeld: bij de gemechaniseerde infanterie kreeg iedere geweergroep twee Dragon-lanceerinrichtingen. Bij de infanterie-, luchtlandings (air assault)- en parachutisten (airborne) en eenheden werden 2 Dragon-teams van 2 personen op pelotonsniveau ingedeeld. Bij lichte infanterie waren 6 Dragon-teams ingedeeld op compagniesniveau, en bij de Ranger 3 Dragonteams op compagniesniveau.: pA-3
United States Marine Corps
Bij het United States Marine Corps (USMC) was de Dragon ingedeeld op bataljonsniveau. In de Staf-en-verzorgingscompagnie (‘Headquarters and Service (H&S) Company’) van ieder bataljon was een Dragon-peloton opgenomen, dat bestond uit vier groepen met elk vier tweemans Dragon-teams.:pp3, 361-364
Vervanging
Ondanks de nadelen is de Dragon meer dan 25 jaar in gebruik geweest bij het US Army, voordat hij werd vervangen door de FGM-148 Javelin, een veel complexer en vele malen duurder systeem.
De M47 werd door de US Army ingezet tijdens verschillende oorlogen, zoals de invasies van Grenada (1983) en Panama (1989-1990), de Golfoorlog van 1990-1991 en de Joegoslavische oorlogen (1991-2001), en droeg bij tot de ontwikkeling van moderne van de schouder afgevuurde geleide antitankraketten.
Hoewel de M47 kleine upgrades onderging, werd hij tussen 1996 en 2001 bij US Army geleidelijk uitgefaseerd en vervangen door de FGM-148 Javelin. De laatste Dragon raketten werden vernietigd in 2009.

### Nederland
Na de invoering van de TOW, met een dracht van ca. 3000 m, op brigade- en bataljonsniveau in 1970:p258 plaatste het Ministerie van Defensie eind 1977 een bestelling voor 350 wapensystemen M47 Dragon.:p348 De Carl Gustav die een dracht van rond de 400 m had, bleef op groepsniveau in de bewapening.:p348 Ook de M72 LAW, die een dracht van rond de 200 m had, bleef in de bewapening.:p348
Koninklijke Landmacht
Toen de invoering in 1982 was voltooid beschikte iedere pantserinfanteriecompagnie over 6 wapensystemen Dragon.:p348 Deze werden ingedeeld op pelotonsniveau; ieder pantserinfanteriepeloton beschikte over twee Dragon systemen die waren ondergebracht in de pelotonscommandogroep.:Painfbat In het YP-408 of YPR-765 voertuig van de pelotonscommandant waren rekken aangebracht waarin 6 lanceerkokers konden worden meegevoerd.
Korps Mariniers
Bij het Korps Mariniers werd de Dragon ingedeeld op bataljonsniveau. De ondersteuningscompagnie van ieder bataljon beschikte over een antitank-peloton met 3 groepen. Iedere groep beschikte over 4 Landrovers 0,75t: 1 voor de groepcommandant waarmee ook extra lanceerkokers vervoerd werden en 1 voor elk van de 3 Dragon-teams. De pelcogroep beschikte daarnaast over 1 Landrover 0,5t en 1 vrachtwagen YAM4440 waarin ook extra lanceerkokers vervoerd werden. Het peloton voerde standaard 108 Dragon raketten mee, verdeeld over de Dragonteams, groepscommandanten en pelotonscommandogroep.:AGGP
Bij elk van de drie pelotons van de zelfstandige ’Whiskey’-infanteriecompagnie was één M47 Dragon systeem ingedeeld in de pelotonscommandogroep.:WINFCIE
Vervanging
In 2001 werd besloten om de M47 Dragon (nog in gebruik bij verkenningseenheden) en TOW (in gebruik bij pantserinfanterie eenheden) te vervangen door de Gill MRAT. In totaal werden er 297 Gill-lanceerinrichtingen en 2433 Gill-raketten gekocht: 237 lanceerinrichtingen en 1974 raketten voor de Koninklijke Landmacht en 60 lanceerinrichtingen en 459 raketten voor het Korps Mariniers. De Gill MRAT werd vanaf 2004 ingevoerd.

### Zwitserland
De Dragon werd in 1977 door het Zwitserse leger ingevoerd onder de naam PAL BB 77 voor Panzerabwehr-Lenkwaffe Boden-Boden 1977 nl: Geleide antitankraket grond-grond 1977.
In de loop der jaren gebruikte het Zwitserse leger vier generaties Dragon projectielen:
- PAL BB 77 HPz G[noot 11] (ALN[noot 12] 591-3280)
- PAL BB 77 HPz G 86 (ALN 591-3281) (1986)
- PAL BB 77 HPz G 90 (ALN 591-3282) (1990)
- PAL BB 77 HPz G 00 (ALN 591-3283) (2000)

Het Zwitserse leger stelde de PAL Dragon op 1 januari 2008 buiten gebruik vanwege de hoge onderhoudskosten.

### Andere (voormalige) gebruikers

#### Huidige gebruikers
- Iran[41]
- Marokko[41]
- Saoedi-Arabië
- Thailand[41]

#### Voormalige gebruikers
- Israël[41]
- Irak (1991), aantal M47 Dragons veroverd op Iran.[30] Niet operationeel en niet in gebruik.
- Spanje[41], vervangen door Spike[51]
- Jordanië, vervangen door FGM-148 Javelin[55][56]